# The Yankee Doodle Mouse
«Воинственный мышонок» (англ. The Yankee Doodle Mouse) — одиннадцатый эпизод в серии мультфильмов «Том и Джерри». Эпизод был удостоен награды Американской Академии кинематографических искусств и наук. Погони Тома и Джерри в этом эпизоде сделаны в псевдо-военном стиле и имеют многочисленные отсылки к технологиям времён Второй мировой войны, таким как джипы и пикирующие бомбардировщики, которые представлены умным использованием обычных предметов домашнего обихода. Дата выпуска: 26 июня 1943 года.

## Сюжет
Том преследует Джерри через подвал, но мышонок успешно ныряет в свою мышиную нору (с надписью «Котоубежище»). Том заглядывает в дыру, и Джерри запускает ему в лицо помидор из мышеловки. Затем Джерри взбирается на стену и хватает горсть яиц из коробки с надписью «Куриные гранаты». Когда Том вытирает помидор со своего лица, он быстро покрывается яйцом, с одним ударом в глаз, оставляя эффект того, что он носит монокль (а роль верёвочки играет свисающий желток). Джерри отстреливает пробки от ящика из-под шампанского, словно артиллерийские орудия, сбивая кота в ванну с водой, и только ковшик удерживает его на плаву, словно корабль. Мышонок быстро запускает кирпич из лопаточки и снаряд пробивает в ковшике дыру насквозь и Том тонет. Отображается первое военное коммюнике «Штаб-квартиры сырного дивизиона» с надписью «Котов топим на месте! Подпись: лейтенант Джерри Маус».
Том приближается к мышиной норе Джерри с молотком в руке, в то время как Джерри использует трубу в качестве импровизированного перископа для наблюдения (внутри норы на бумажках написано: «Эта крыса может выдать тебя коту» и «Закрывай за собой ловушки»); заметив эту ловушку, он вместо этого открывает шкаф с гладильной доской, и доска обрушивается на голову Тома. Мышонок бросается вниз по доске на джипе, сделанном из терки для сыра, прикрепленной к роликовому коньку, разрывая шерсть Тома, когда он проносится мимо, после чего джип врезается в стену, роняя мешок с мукой вниз. Быстро адаптируясь к ситуации, Джерри хватает мешок и расстилает самодельную дымовую завесу из муки, которая блокирует зрение Тома, но не Джерри, поскольку облако муки не достаёт до пола. Он несколько раз шлепает почти слепого Тома по заду доской, но в конце концов Том падает на землю лицом к мышонку; он шлепает Тома в четвертый раз и убегает, прежде чем кот может что-либо сделать.
Позже, Том, теперь носящий чашу в качестве шлема, бросает динамитную шашку в сторону Джерри, который немедленно бросает ее обратно Тому; это продолжается до тех пор, пока Джерри не заберет ее у Тома, провоцируя кота украсть ее обратно, и этот новый цикл продолжается до тех пор, пока Джерри не покинет Тома, торжествующе держащего взрывающуюся шашку. Джерри прыгает в чайник, чтобы избежать гнева кота, но Том видит его и бросает в чайник еще одну петарду; Джерри паникует, но кислород закончился, и мышь убегает через носик без взрыва. Озадаченный кот открывает крышку чайника и засовывает туда всю голову как раз в тот момент, когда взрывается петарда, отчего черное лицо Тома становится похожим на цветок.
Продолжая свои попытки взорвать мышонка, Том запускает бумажный самолетик с петардой, спрятанной сверху, но Джерри сдувает ее обратно под Томом, который едва замечает петарду, прежде чем она взрывается, снова коптя лицо (тут спародированы шары-бомбы Фу-Го, которые Япония напускала на США). Затем Джерри сажает огромную динамитную шашку позади Тома; кот видит это и кричит в ужасе, пока хлопушка не распадается на последовательно меньшие палочки, напоминающие матрешки, заканчивающиеся крошечной копией оригинальной петарды. Том считает это безобидным, но мини-динамит взрывается очень мощно.
Затем Джерри прыгает в самодельный самолет, сделанный из коробки из-под яиц, и сбрасывает на Тома несколько бомб-лампочек и запускает в него банан-торпеду, которые попадают ему в голову и лицо. Том хватает пусковую установку для фейерверков и умело сбивает теперь безоружный самолет Джерри, как из зенитного орудия. Джерри использует бюстгальтер в качестве парашюта, чтобы спрыгнуть с самолета, но Том снова сбивает его. Джерри бросается в свою мышиную нору, чтобы убежать, но Том засовывает в нее свою пушку и делает семь выстрелов.
Огненные шары преследуют Джерри по всему подвалу, и в конце концов он ведет их в шланг, из которого он стреляет, как из пулемёта, обратно в бочку Тома, в которой он прячется. Бочка взрывается, оставляя Тома кататься на оставшихся её частях, как на велосипеде (тут спародированы так называемые самокатные подразделения Японии), который затем врезается в стену. Придя в себя, Том стреляет в Джерри из дротика с присоской, который попадает ему в хвост, когда он снова пытается нырнуть в свою мышиную нору.
Том хватает мышонка, привязывает его к фейерверку-ракете и зажигает её; Джерри делает вид, что помогает связать себя, но Том не знает, что на самом деле он привязывает руки кота к ракете. Джерри выныривает из-за веревок, и озадаченный Том не понимает, что произошло, пока Джерри не машет ему рукой. Он тщетно пытается задуть предохранитель, но ракета взлетает высоко в небо и взрывается, образуя Звезды и полосы — национальный флаг США. Джерри гордо салютует флагу своей нации, и на экране появляется заключительное военное коммюнике, в котором говорится: «Присылайте больше котов! Подпись: лейтенант Джерри Маус».

## Факты
- В русском переводе коммюнике было озвучено как «Котов топим на месте!», что является к отсылкой одному из рапортов советских военных: «Вражеские корабли топим на месте».
- В старых показах серии на Cartoon Network момент после взрыва чайника был вырезан, но в новых показах он был восстановлен. Гэг с «лицом-подсолнухом» будет задействован ещё в двух сериях («The Dog House» и «Safety Second»).
- Удалённая в переиздании сцена: Джерри убегает в свою нору, Том бежит за ним, и его голова застревает в норе. Джерри бьет его по голове гаечным ключом, из-за чего Том от боли кричит, и Джерри крепит на его языке военный штамп. Последующее за этим коммюнике гласит: «Враг попадает в несколько хороших ликов!»
- Фраза «Присылайте больше котов!» является отсылкой к сообщению американского командира во время битвы при Уэйке «Присылайте больше япошек!» (англ. Send more Japs!)
- Это — первая серия «Тома и Джерри», удостоенная премии «Оскар», в результате чего заглавные титры были заменены при переиздании в 1950 году и показываются по телевидению до сих пор.
- Судя по «Дневнику Джерри», действие этого мультфильма произошло 4 июля, в День Независимости США.
- Это первый мультфильм, в котором Том умирает.